# Torakichi Nakamura
Torakichi Nakamura (中村 寅吉, Nakamura Torakichi; Yokohama, 17 september 1915 - Zama, 11 februari 2008) was een golfprofessional uit Japan. Hij stond ook bekend als 'Pete', 'Tora-san' of de 'Putting God'.
In 1958 was hij de eerste Japanse spelers die in de Masters speelde.
Op 14-jarige leeftijd werd Nakamura caddie. Zes jaar later werd hij professional.
He won drie keer het Japans Open, vier keer het Japans PGA Kampioenschap en twee keer het Senior PGA Kampioenschap.
In 1957 vertegenwoordigde Nakamura met Koichi Ono zijn land bij de Canada Cup op de Kasumigaseki Country Club in Saitama. Japan won de beker en Nakamura won individueel. 
In 1974 werd Nakamura president of de Japanse Ladies PGA. Hij was daarnaast ook de mentor en coach van Hisako Higuchi, die in de World Golf Hall of Fame is opgenomen.

## Gewonnen
Nakamura won onder meer:
- 1952: Japan Open
- 1956: Japan Open
- 1957: Kanto Open, Japan PGA Championship, Canada Cup (individueel)
- 1958: Japan Open, Japan PGA Championship
- 1959: Japan PGA Championship
- 1960: Chunichi Crowns
- 1962: Kanto Open, Japan PGA Championship
- 1973: Japan PGA Senior Championship
- 1976: Japan PGA Senior Championship

### Teams
- 1957: Canada Cup: (met Koichi Ono)